# Cazando a un millonario (telenovela)
Cazando a un millonario (En inglés: Catching a Millionaire) es una telenovela peruana producida por Venevisión Internacional e Iguana Producciones. Transmitida en 2001 por Venevisión.
Protagonizada por Fabiola Colmenares y Diego Bertie, y con las participaciones antagónicas de Evelyn Santos y Paul Vega.

## Sinopsis
El destino une a Eva y Felipe de una manera muy poco convencional: haciéndolos concursantes de un programa de televisión. Los dos llegan allí por razones similares.
Eva, una chica bondadosa y responsable que trabaja en el modesto negocio de comida de su familia, está desolada porque descubre que su novio, Eduardo, no es lo que ella pensaba, sino un jugador mentiroso y canalla que se ha robado el dinero de la empresa familiar, llevándola a la quiebra. Y Felipe, un joven irresistiblemente apuesto perteneciente a una familia millonaria, ha tomado malas decisiones financieras y despilfarrado su herencia, encontrándose ahora en una situación económica desesperada. 
El lanzamiento de un programa titulado "Cazando un Millonario" les ofrece a ambos la oportunidad de resolver sus problemas de dinero. La mecánica del show presenta a un soltero millonario como futuro marido, quien debe escoger a una de cinco aspirantes para hacerla su esposa. Lo mejor de todo es que, al casarse, la novia recibirá un gran premio de cien mil dólares en efectivo. 
A pocos días del estreno, los productores del programa están desesperados porque no encuentran a un candidato rico que esté dispuesto a casarse de esta manera. Es entonces cuando Gustavo, el mejor amigo y socio de Felipe, lo convence de que se presente, ocultando la verdadera situación de sus finanzas. Como todo el país conoce su apellido, jamás imaginarán que ya no es millonario. Gustavo insiste en que una vez que tenga en sus manos los cien mil dólares de premio, a los cuales tendrá acceso como parte del patrimonio conyugal, podrá invertirlos bien y comenzar de nuevo. También le aconseja que escoja a la candidata más tonta y manejable, para que le sea fácil convencerla de que le entregue el premio. 
Por su parte, Eva está renuente a prestarse para algo así, pero la ruina de su familia la empuja a ponerse en esa situación desagradable. Aconsejada por su mejor amiga, Eva decide hacerse pasar por una jovencita humilde, dulce y sumisa. Hasta cambia se manera de vestir y de maquillarse, para contrastar con las demás candidatas que aparentan ser tigresas. 
Así comienza una fascinante historia de amor y conflicto. Felipe escoge a Eva y el matrimonio se lleva a cabo ante los ojos del país entero. Lo que no se imagina la nueva pareja es que las reglas del concurso exigen que vivan juntos por lo menos un año antes de recibir el dinero del premio. Durante ese año crucial, un profundo sentimiento va creciendo entre ellos, a pesar de los innumerables obstáculos puestos por Valentina, la malcriada y codiciosa prometida de Felipe, quien forma una alianza con el sinvergüenza de Eduardo para destruir la felicidad que Eva y Felipe encuentran por azar. Pero nada logra interponerse entre los enamorados, y Eva y Felipe descubren que aunque fue la suerte que los unió, el amor los mantendrá juntos para siempre...

## Elenco
- Diego Bertie - Felipe Castillo Blanco
- Fabiola Colmenares - Eva Alonso Petillon
- Yajaira Orta - Asunción Chávez
- Evelyn Santos - Valentina Zuloaga Coll
- Alberto Isola - Francisco ‘Paco’ Alonso
- Paul Vega - Eduardo Zamora
- Els Vandell -Juliet Petillon de Alonso
- Javier Valdés - José Luis Romero
- Carlos Carlín - Gustavo Adolfo Ruíz
- Fiorella Cayo - Alicia Díaz
- Fernando De Soria - Wilmer
- Karlos Granada - Abelardo Astorga
- Denisse Dibós - Carolina Chávez
- Jesús Delaveaux - Pedrito
- Cécica Bernasconi - Mimi Santana
- Gonzalo Revoredo -Miguel Alonso Petillon
- Erika Villalobos - Silvia Alonso Petillon
- Myriam de Lourdes - Gisella Blanco de Castillo
- Rodrigo Sánchez Patiño - Guillermo
- Carlos Cano de la Fuente - Superintendente
- Carlos Alcántara - Nero
- Matías Brito.- Roberto Capriatti
- Cecilia Montserrate - Chenchu
- María Inés Cerdeña - Lorena Alonso Petillon
- Denise Moscol - Daniela
- Mercy Bustos - Menchu
- Arturo Pomar - Taxista
- Marcelo Oxenford - Diseñador
- Cecilia Rechkemmer - Enfermera de Valentina

.